# Marios Themistokleous
Marios Themistokleous (in greco: Μάριος Θεμιστοκλέους; Nicosia, 1º aprile 1975) è un allenatore di calcio ed ex calciatore cipriota, tecnico del Chalkanoras Idaliou.

## Carriera

### Club
Ha trascorso tutta la carriera a Cipro, giocando nella massima serie con diverse squadre. Si è ritirato dal calcio giocato nel 2011, per poi diventare allenatore del Chalkanoras Idaliou.

### Nazionale
Ha giocato 6 partite per la nazionale cipriota tra il 2000 ed il 2004.

## Palmarès

### Giocatore

#### Competizioni nazionali
- Coppa di Cipro: 1

Omonia: 2004-2005